# Memoriał Josefa Odložila 2011
Memoriał Josefa Odložila 2011 – mityng lekkoatletyczny, który odbył się 13 czerwca w Pradze na stadionie „Na Julisce”. Zawody znalazły się w kalendarzu European Athletics Outdoor Premium Meetings – cyklu najważniejszych mityngów organizowanych pod egidą Europejskiego Stowarzyszenia Lekkoatletycznego.

## Rezultaty

### Mężczyźni
| Konkurencja:               | 1. miejsce           | Rezultat   | 2. miejsce             | Rezultat   | 3. miejsce            | Rezultat   |
| Bieg na 100 m              | Aziz Ouhadi          | 10,21      | Aziz Zakari            | 10,24 SB   | Jan Veleba            | 10,37 SB   |
| Bieg na 400 m              | Tomáš Bošek          | 47,11 PB   | Pavel Jiráň            | 47,36 SB   | Petr Vaněk            | 47,47 SB   |
| Bieg na 800 m              | Adam Kouba           | 1:52,03 PB | Miroslav Lepíček       | 1:52,14 PB | Jan Pernica           | 1:52,43 SB |
| Bieg na 1500 m             | Fouad El Kaam        | 3:35,93    | Dawit Wolde            | 3:36,23 PB | Vickson Polonet       | 3:37,74 SB |
| Bieg na 110 m przez płotki | Ty Akins             | 13,39      | Fred Townsend          | 13,47      | Jeff Porter           | 13,47      |
| Bieg na 400 m przez płotki | Jack Green           | 49,17 PB   | Michaël Bultheel       | 49,93 SB   | Josef Prorok          | 50,01 SB   |
| Skok wzwyż                 | Jaroslav Bába        | 2,31       | Dimítrios Hondrokoúkis | 2,28       | Konstandinos Baniotis | 2,28 SB    |
| Skok o tyczce              | Jan Kudlička         | 5,60 SB    | Adam Ptáček            | 5,20       | Adam Pašiak           | 5,20       |
| Skok w dal                 | Roman Novotný        | 7,57       | Štěpán Wagner          | 7,49       | Milan Pírek           | 7,46       |
| Trójskok                   | Jaroslav Dobrovodský | 15,87      | Martin Koch            | 14,97 PB   | Ondřej Hanuš          | 14,72 SB   |
| Pchnięcie kulą             | Māris Urtāns         | 20,27      | Andrij Semenow         | 20,17      | Lajos Kürthy          | 19,68      |
| Rzut młotem                | Krisztián Pars       | 78,68      | Markus Esser           | 77,23      | Libor Charfreitag     | 76,57      |

### Kobiety
| Konkurencja:                  | 1. miejsce           | Rezultat   | 2. miejsce               | Rezultat   | 3. miejsce             | Rezultat   |
| Bieg na 100 m                 | Iveta Mazáčová       | 11,72 SB   | Monika Táborská          | 11,81 PB   | Pavlína Vostatková     | 12,11 SB   |
| Bieg na 200 m                 | Julia Czermoszanska  | 22,92      | Stephanie Durst          | 23,04 SB   | Denisa Rosolová        | 23,08 SB   |
| Bieg na 400 m                 | Alexandra Štuková    | 54,44 SB   | Kristýna Šubrtová        | 57,36 SB   | Kateřina Turková       | 58,30      |
| Bieg na 3000 m z przeszkodami | Birtukan Fente Alemu | 9:30,25 PB | Christine Kambua Muyanga | 9:34,12 SB | Purity Cherotich Kirui | 9:37,85 SB |
| Bieg na 100 m przez płotki    | Kristi Castlin       | 12,83      | Lucie Škrobáková         | 13,02      | Angela Whyte           | 13,06      |
| Bieg na 400 m przez płotki    | Zuzana Hejnová       | 54,44      | Natalia Antiuch          | 55,11 SB   | Anastasija Rabczeniuk  | 55,74      |
| Skok o tyczce                 | Jiřina Ptáčníková    | 4,52 SB    | Romana Maláčová          | 4,20 SB    | Lucie Drábková         | 3,60       |
| Rzut oszczepem                | Barbora Špotáková    | 65,77 SB   | Katharina Molitor        | 63,32      | Kimberley Mickle       | 61,25      |

## Rekordy
Podczas mityngu ustanowiono 2 krajowe rekordy w kategorii seniorów:
| Zawodnik           | Reprezentacja | Konkurencja                   | Rezultat |
| ------------------ | ------------- | ----------------------------- | -------- |
| Dmitrijs Jurkēvičs | Łotwa         | bieg na 1500 m                | 3:38,71  |
| Marcela Lustigová  | Czechy        | bieg na 3000 m z przeszkodami | 9:41,73  |